# Tušinskaja (stanice metra v Moskvě)
Tušinskaja (rusky Тушинская) je stanice moskevského metra. Pojmenována je podle přilehlé oblasti.

## Charakter stanice
Stanice se nachází v západní částí linky Tagansko-Krasnopresněnskaja. Je to klasická mělce založená hloubená podzemní stanice pilířového typu s ostrovním nástupištěm. Má dva výstupy, jeden je vyvedený do podzemního a jeden do povrchového vestibulu, oba výstupy vycházejí v ose stanice z nástupiště mezi kolejemi. Na obklad sloupů v podzemních prostorách byl použit uralský mramor (spolu s keramickými obkladačkami), na stěny za nástupištěm pak bílý mramor a na podlahu několik druhů žuly.
Vzhledem ke svému umístění je silně vytížená; nedaleko se nachází hustě osídlené čtvrti Mitino a Kurkino, navíc na stanici je napojené i nádraží Tušino pro vlaky směrem na Rigu. Denně stanici využije tedy až přes 110 000 lidí, což je 1,31 % celkové zátěže metra.
Tušinskaja byla otevřena 30. prosince 1975 jako jedna ze stanic v úseku Okťabrskoje pole – Planěrnaja.